# 제3회 대구단편영화제
제3회 대구단편영화제는 2002년 10월 23일에 열린 시상식이다.

## 수상 및 후보

### 대상
- 안다고말하지마라 - 송혜진 수상

### 우수상
- 사이 - 홍덕표 수상

### 특별상
- 눈물 - 부지영 수상

### 본선경쟁작
- 단내 - 이정호
- 오락기 납치 사건 - 이현철
- 화끈화끈 첫사랑 - 국팡
- 혁명은 아직 끝나지 않았다 - 김성철
- 사운드 오프 뮤직 - 현종문
- 갈가마귀의 꿈 - 석대형
- 그의 진실이 전진한다 - 신재인
- 나의 이야기 - 유민지
- 납득할 수 없는 일들 - 한승룡
- 보통 사람 - 김준현
- 서브웨이키즈 2002 - 손정일
- 연애담 - 박성오
- 지구로의 여행 - 김수영

### 애플시네마
- 누가 이름을 함부로 짓는가? - 이호발 수상
- 아! 파트 - 신종훈 수상
- 아름다운 날들 - 양기원